# Holdudvar magazin
A Holdudvar magazin a Miskolci Egyetem kiadásában jelenik meg. A kiadvány 52 oldalon foglalkozik a science-fiction könyvekkel, magazinokkal és képzőművészettel. 
A Holdudvar recenzióival és esszéivel az egyre jobb science fiction művek megszületését szeretné elősegíteni. A benne megjelenő kritikák alkotói szubjektív véleményüknek adnak hangot, ítéletalkotásuk tisztán esztétikai alapú, érdekorientált csoportokhoz semmilyen formában nem kötődnek. 
A Holdudvar független kritikai magazinként áll azon olvasók rendelkezésére, akik szeretik és kedvelik a tudományos fantasztikus irodalom műfaját.
A magazin szerkesztője: Bihari Péter.